# Vermandois

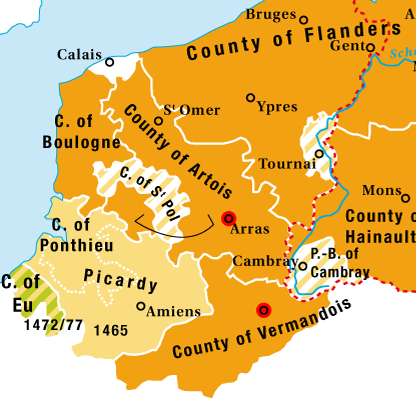
Das Vermandois 1465–1477

Das Vermandois (flämisch Vermandland) war im Mittelalter eine Grafschaft in Nordfrankreich, die aus den Burggrafschaften Saint-Quentin und Péronne bestand, und sich innerhalb der heutigen Region Hauts-de-France in den Départements Aisne und Somme erstreckte. Der Name der Grafschaft wird hergeleitet von den keltischen Viromandui bzw. deren Hauptort, der römischen (Civitas) Augusta Viromanduorum, dem heutigen Saint-Quentin.

## Geschichte

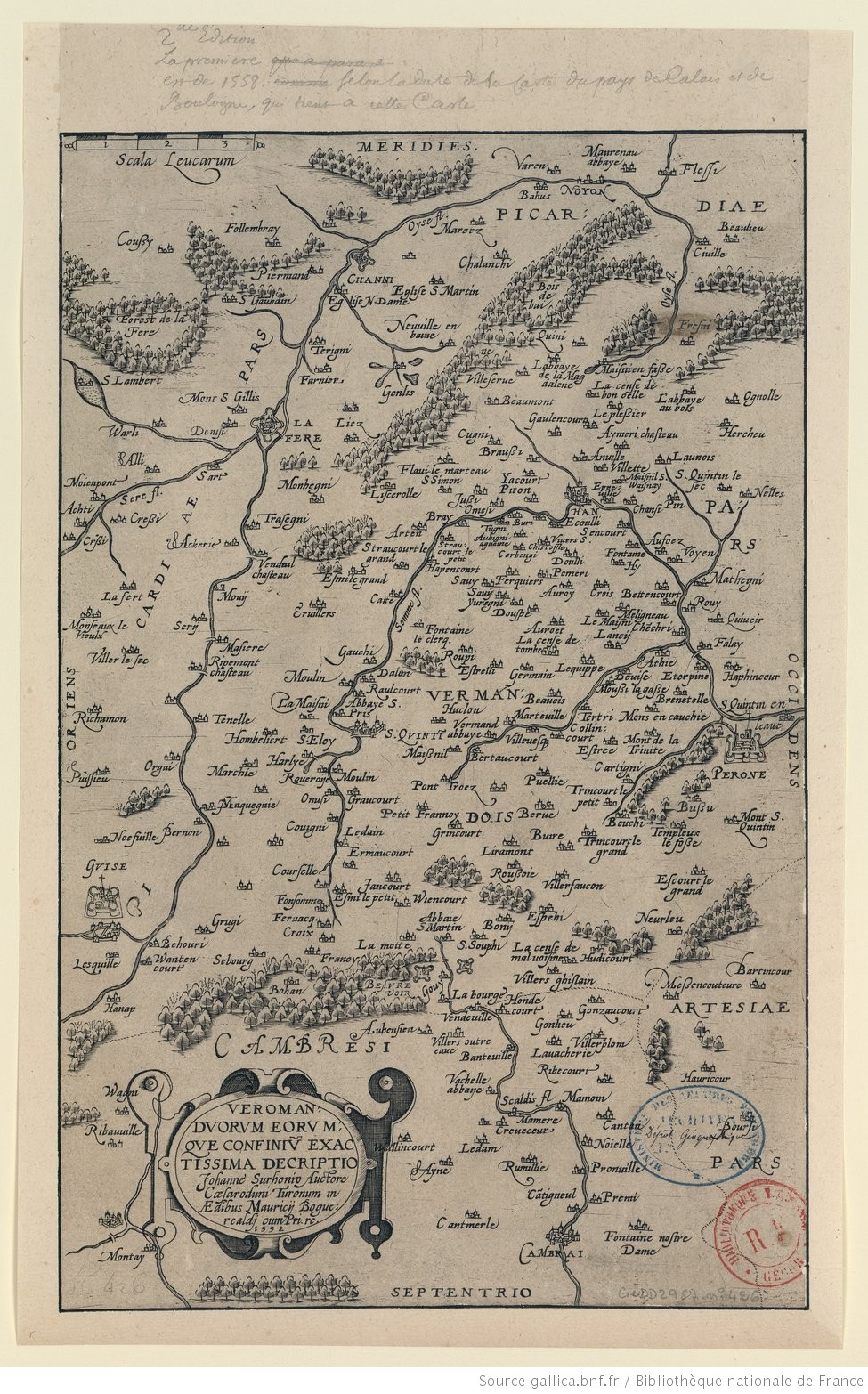
Vermandois auf einer Karte von Jean Surhon, die 1594 von Maurice Bouguereau in dem Atlas Le Theatre Francoys veröffentlicht wurde

Im 9. Jahrhundert wurde die viromandesische Grafschaft (lat. comitatus Viromandensis) der älteren Linie der Karolinger gegeben, den Nachkommen jenes Bernhard, der sich vergeblich gegen seinen Onkel, den Kaiser Ludwig den Frommen erhoben hatte. Die Grafschaft wurde mit dem Vertrag von Ribemont (880) aufgrund ihrer Nachbarschaft zum Herzogtum Niederlothringen zur Grenzregion zwischen dem Westfränkischen und dem Ostfränkischen Reich.
Heribert I., der Enkel Bernhards und erste erbliche Graf (lat. Heribertus Viromandensis Comes), wurde 902 von einem von Graf Balduin II. von Flandern gedungenen Attentäter getötet. Sein Sohn Heribert II. (902–943) erweiterte den Besitz des Hauses Vermandois und hielt den rechtmäßigen König von Frankreich, Karl den Einfältigen, sechs Jahre, bis zu dessen Tod, in Haft. Seine Nachfolger Albert I., Heribert III., Albert II., Eudes und Heribert IV. waren weniger bedeutend. Im Jahr 1076 erhielt Heribert IV. die Grafschaft Valois als Ehemann der Erbtochter des Grafen Rudolf III., starb selbst aber kurze Zeit später und hinterließ die Grafschaft seiner Tochter Adélaide, deren erster Ehemann Hugo von Vermandois war, ein Kapetinger, der Bruder des Königs Philipp I. und einer der Anführer des Ersten Kreuzzugs.
Hugo starb 1102 in Tarsus (Kilikien). Der älteste Sohn von Hugo und Adélaide war Graf Raoul I. (Rudolf I.) (1102–1152), der Alix von Guyenne, Schwester von Eleonore von Aquitanien heiratete und mit ihr drei Kinder hatte: Raoul II. („der Aussätzige“), Graf von 1152 bis 1167, Mabile, die von 1167 bis 1183 die Grafschaften Vermandois, Valois und Amiens gemeinsam mit ihrem Ehemann Philipp von Elsass besaß, und Eleonore. Aufgrund des Friedens von Boves, den er im Juli 1185 mit dem König Philipp II. August schloss, behielt Philipp von Elsass die Grafschaft Vermandois bis zu seinem Tod 1191, der den französischen König veranlasste, die Belagerung von Akkon und den Dritten Kreuzzug zu verlassen und die Nachfolge zu regeln. Er schloss einen Vertrag mit Eleonore, die auf Lebenszeit den östlichen Teil des Vermandois und den Titel einer Gräfin von Saint-Quentin bekam, während der König unmittelbar in den Besitz von Péronne und den zugehörigen Gebieten kam. Eleonores verzichtete 1214, wodurch der Rest ebenfalls an die Krone fiel, und starb mindestens sieben Jahre später.
1576 wurde das Vermandois zum Herzogtum und zur Pairie erhoben.

## Graf im Vermandois aus dem Haus Flandern
- Rodulfus † 896

## Grafen von Vermandois aus dem Haus der Karolinger

Wappen der Grafen von Vermandois

- Heribert I. (896–900/907), Graf von Meaux, Soissons und Vermandois
- Heribert II. (900/907–943), Graf von Meaux, Soissons und Vermandois
- Adalbert I. (Albert) (946–987), Graf von Vermandois
- Heribert III. (987–1000/1002), Graf von Vermandois
- Albert II. (um 1000–vor 1010), Graf von Vermandois
- Eudes (1021–1045), Graf von Vermandois
- Heribert IV. (1045–um 1080), Graf von Vermandois und Valois
- Adélaide († 1120/24), Gräfin von Vermandois und Valois

## Grafen von Vermandois aus dem Haus Frankreich-Vermandois (Kapetinger)
- Hugo I. (Hugues I.) (1087–1101), Ehemann Adélaides, jüngerer Sohn des französischen Königs Heinrich I., Graf von Vermandois und Valois
- Rudolf I. le Vaillant (1101–1152), Graf von Vermandois, Valois, Amiens und Crépy, Seneschall von Frankreich 1131–1152, 1147 Regent von Frankreich
- Hugues II. le Moine (hl. Felix von Valois) (1152–um 1160), Graf von Vermandois etc., verzichtet
- Rudolf II. der Aussätzige (um 1160–1167), Graf von Vermandois etc.
- Mabile (1167–1183), Gräfin von Vermandois etc.
- Philipp von Elsass, Ehemann Mabiles, (1167–1191)
- Eleonore (1191–1214), Gräfin von Vermandois, Valois und Saint-Quentin

Gemäß den geschlossenen Verträgen ging das westliche Vermandois 1191, das östliche 1214 an die französische Krone.